# Pobrđe (miasto Novi Pazar)
Pobrđe (cyr. Побрђе) – wieś w Serbii, w okręgu raskim, w mieście Novi Pazar. W 2011 roku liczyła 2889 mieszkańców.